# 鋸齒假棘甲鯰
鋸齒假棘甲鯰，為輻鰭魚綱鯰形目甲鯰科的其中一種，為熱帶淡水魚，分布於南美洲圭亞那沿岸淡水流域，體長可達32公分，棲息在底層水域，生活習性不明。

## 扩展阅读
維基物種上的相關：鋸齒假棘甲鯰